# Бёш, Тамара
Тама́ра Бёш (нем. Tamara Bösch, род. 5 июня 1989, Лустенау, Форарльберг) — австрийская гандболистка, полусредний и крайний.

## Биография
Тамара Бёш родилась 5 июня 1989 года в австрийском городе Лустенау.
Занималась гандболом в австрийском «Лустенау», за который затем выступала до 2008 года. В 2008—2016 годах защищала цвета швейцарского «Брюля». В его составе трижды становилась чемпионкой Швейцарии (2009, 2011—2012) и четырежды завоёвывала Кубок страны (2009—2010, 2012, 2016). В 2016 году была признана самым ценным игроком женского чемпионата Швейцарии.
Остаток карьеры провела в Германии, где играла за «Лейпциг» (2016—2017), а после его банкротства — за «Рёдерталь» (2017—2018).
13 октября 2006 года дебютировала в женской сборной Австрии в матче против России. В течение карьеры провела за национальную команду 50 матчей, забросила 60 мячей.
В 2018 году завершила игровую карьеру из-за травмы хряща правого колена.

## Семья
Сестра Аманда Бёш также играла в гандбол, вместе с Тамарой выступала за «Лустенау».

## Увековечение
27 мая 2020 года введена в Зал славы швейцарского гандбола.